# Параліч
Пара́ліч  (грец. παράλυση, англ. paralysis or plegia, букв. «розслаблення»; заст. пара́ліж, розм. грець) — відсутність довільних рухів внаслідок ураження мозкових рухових центрів або рухових шляхів центральної чи периферійної нервової системи. При деяких формах паралічу відсутність довільних рухів поєднується з наявністю мимовільних автоматизованих захисних рухів, патологічних співдружних рухів (синкінезій).

## Причини виникнення і види паралічів
Причини виникнення паралічів — різні ураження нервової системи (крововилив, пухлина, травма, інфекційна хвороба тощо); це так звані органічні паралічі.
Розрізняють також паралічі функціональні, що виникають внаслідок утворення тривкої ділянки гальмування в рухових відділах мозку (здебільшого при істерії).
Усі органічні паралічі залежно від місця ураження нервової системи поділяють на периферійні та центральні.
За принципом поширеності ураження розрізняють паралічі:
- моноплегія (параліч однієї кінцівки);
- геміплегія (параліч однієї половини тіла);
- параплегія (параліч обох верхніх або нижніх кінцівок);
- триплегія (параліч трьох кінцівок);
- тетраплегія (параліч усіх чотирьох кінцівок).

Виділяють також мляві (гіпотонус м'язів) та спастичні (гіпертонус м'язів) паралічі.
Перебіг паралічів різний, в залежності від його причин.

## Лікування
Функціональні паралічі можуть бути повністю вилікувані. Органічні паралічі потребують тривалого й наполегливого лікування.
При паралічах деяких м'язів необхідні невідкладні заходи. Так, при паралічу діафрагми або всієї дихальної мускулатури, при бульбарному паралічу, висхідному паралічу Ландрі, спінальній аміотрофії Вердніга — Гоффманна, висхідному мієліті тощо необхідна термінова госпіталізація хворих в реанімаційне відділення, переведення їх на штучну вентиляцію легенів. Термінової госпіталізації в неврологічне відділення потребують також хворі з гемі- або тетраплегією, пов'язаними з церебральним або спінальним інсультом, енцефалітом, мієлітом та іншими гострими захворюваннями. Хворих з центральними і периферійними паралічами, пов'язаними з травмою головного та спинного мозку, а також сплетень і нервів, госпіталізують в травматологічні або нейрохірургічні відділення.
Враховуючи те, що рухові розлади здебільшого перебігають хронічно, при будь-якому гостро виниклому руховому розладі необхідна госпіталізація пацієнта.

## Джерело
- Неврологія: підручник / Т. І. Кареліна, Н. М. Касевич; за ред. Н. В. Литвиненко. — К.: Медицина, 2014. — 287 с.
- Українська радянська енциклопедія : у 12 т. / гол. ред. М. П. Бажан ; редкол.: О. К. Антонов та ін. — 2-ге вид. — К. : Головна редакція УРЕ, 1974–1985., Том 8., К., 1982, стор. 177—178